# Ananthura elegans
Ananthura elegans là một loài chân đều trong họ Antheluridae. Loài này được miêu tả khoa học năm 1967 bởi Kussakin.